# 우규민
우규민(禹奎珉, 1985년 1월 21일 ~ )은 KBO 리그 KT 위즈의 투수이다.

## 아마추어 시절
휘문고등학교 시절 야구부에서 투수로 활동했는데 당시 그는 두산 베어스의 어린이 회원이었다.

## LG 트윈스시절
2003년에 2차 3라운드 19순위 지명을 받아 입단하였다. 경찰 야구단 입대 전까지 주로 중간 계투 또는 마무리로 등판했다. 2007년 30세이브를 거두며 오승환에 이어 세이브 2위를 기록했고, 2003년 이상훈 이후 두 번째로 팀에서 나온 30세이브였다. 도하 아시안 게임에 출전했으나 동메달에 그쳐 병역 혜택을 받지 못하고 2009년 시즌 후 경찰 야구단에 입대했다.

## 경찰 야구단시절
입대 후 선발로 전향해 2010년 퓨처스 북부리그에서 10승 4패, 8세이브, 평균자책점 3.11을 기록했고 2011년 퓨처스 북부리그에서는 15승 무패, 1세이브로 북부 리그 다승왕과 최우수 평균 자책점상(2.34)을 수상했으며 팀의 퓨처스 북부리그 첫 우승에 기여했다.

## LG 트윈스복귀
2012년 6월 16일 KIA전에서 데뷔 첫 선발 등판해 선발 승을 거뒀다. 이후 선발로 몇 경기 등판하다가 2013년 풀타임 선발로 보직을 변경했으며, 4월 14일 한화전에서 데뷔 첫 완봉승을 기록했다. 2013년 9월 13일 KIA전에 선발 등판해 데뷔 첫 두 자릿수 승을 거뒀다.

## 삼성 라이온즈시절

### 2017년 시즌
2016년 시즌 후 FA 자격을 얻었다. 2016년 12월 5일 계약 기간 4년, 계약금 37억원, 연봉 7억원 등 총액 65억원에 FA 계약을 체결하며 이적하였다. LG 트윈스는 그의 보상 선수로 최재원을 지명했다.
시즌 초반에는 승운도 따르지 않았고 타구에 맞는 부상을 당한 후 잠시 로테이션에서 빠졌다가 복귀 후 2경기 연속 패전으로 부진한 모습을 보였다. 그러나 5월 19일 한화전 때 좋은 모습을 보여 이적 후 첫 승을 기록했고, 이후 3경기 연속으로 좋은 투구로 3연승을 챙겼다.
허리 부상이 계속 겹쳐 많은 경기에 등판하지 못했다. 시즌 27경기에 등판해 7승 10패, 5점대 평균자책점으로 기대에 못 미치는 성적을 기록했다.

### 2021년 시즌
2020년 시즌 후 FA 자격을 취득해 1+1년 총액 10억원에 잔류했다.

## kt 위즈시절
2024년 KBO 리그 2차 드래프트를 통해 이적하였다.

## 별명
- 2009년에 허리 부상과 제구력 난조로 블론 세이브를 기록하는 경기가 늘어나 '불규민'이라고 불렸다.[8]

## 트리비아
- 베이비복스 출신 배우 윤은혜와는 서울잠전초등학교 동창 사이이다.

## 출신 학교
- 서울 성동초등학교
- 휘문중학교
- 휘문고등학교

## 통산 기록
| 연도 | 팀명   | 평균자책점 | 경기 | 완투 | 완봉 | 승 | 패 | 세 | 홀  | 승률  | 타자 | 이닝  | 피안타 | 피홈런 | 볼넷 | 사구 | 탈삼진 | 실점 | 자책점 |
| ---- | ------ | ---------- | ---- | ---- | ---- | -- | -- | -- | --- | ----- | ---- | ----- | ------ | ------ | ---- | ---- | ------ | ---- | ------ |
| 2004 | LG     | 3.93       | 18   | 0    | 0    | 2  | 1  | 0  | 1   | 0.667 | 75   | 18⅓   | 16     | 4      | 7    | 0    | 4      | 8    | 8      |
| 2005 | LG     | 1.17       | 6    | 0    | 0    | 1  | 0  | 0  | 0   | 1.000 | 30   | 7⅔    | 7      | 0      | 2    | 1    | 4      | 2    | 1      |
| 2006 | LG     | 1.55       | 62   | 0    | 0    | 3  | 4  | 17 | 7   | 0.429 | 300  | 75⅔   | 62     | 2      | 20   | 9    | 30     | 16   | 13     |
| 2007 | LG     | 2.65       | 62   | 0    | 0    | 5  | 6  | 30 | 0   | 0.455 | 319  | 78    | 58     | 3      | 31   | 7    | 26     | 24   | 23     |
| 2008 | LG     | 4.91       | 54   | 0    | 0    | 3  | 7  | 10 | 5   | 0.300 | 225  | 51⅓   | 57     | 5      | 15   | 4    | 16     | 33   | 28     |
| 2009 | LG     | 5.70       | 30   | 0    | 0    | 0  | 3  | 7  | 0   | 0.000 | 173  | 36⅓   | 46     | 3      | 16   | 6    | 22     | 28   | 23     |
| 2012 | LG     | 3.30       | 58   | 0    | 0    | 4  | 4  | 1  | 9   | 0.500 | 396  | 92⅔   | 96     | 2      | 23   | 9    | 57     | 41   | 34     |
| 2013 | LG     | 3.91       | 30   | 1    | 1    | 10 | 8  | 0  | 2   | 0.556 | 635  | 147⅓  | 162    | 5      | 31   | 12   | 92     | 67   | 64     |
| 2014 | LG     | 4.04       | 29   | 0    | 0    | 11 | 5  | 0  | 0   | 0.688 | 653  | 153⅔  | 170    | 11     | 34   | 12   | 103    | 78   | 69     |
| 2015 | LG     | 3.42       | 25   | 1    | 0    | 11 | 9  | 0  | 0   | 0.550 | 621  | 152⅔  | 163    | 13     | 17   | 12   | 119    | 64   | 58     |
| 2016 | LG     | 4.91       | 28   | 1    | 1    | 6  | 11 | 0  | 1   | 0.353 | 599  | 132   | 166    | 16     | 36   | 18   | 81     | 89   | 72     |
| 2017 | 삼성   | 5.21       | 27   | 0    | 0    | 7  | 10 | 0  | 0   | 0.412 | 591  | 133   | 161    | 19     | 23   | 1    | 100    | 95   | 77     |
| 2018 | 삼성   | 4.30       | 48   | 0    | 0    | 4  | 1  | 0  | 10  | 0.800 | 246  | 58⅔   | 70     | 6      | 12   | 5    | 48     | 28   | 28     |
| 2019 | 삼성   | 2.75       | 54   | 0    | 0    | 2  | 7  | 15 | 7   | 0.222 | 247  | 59    | 58     | 7      | 10   | 6    | 40     | 20   | 18     |
| 2020 | 삼성   | 6.19       | 52   | 0    | 0    | 3  | 3  | 7  | 11  | 0.500 | 210  | 48    | 61     | 3      | 9    | 1    | 30     | 34   | 33     |
| 2021 | 삼성   | 3.31       | 60   | 0    | 0    | 3  | 3  | 2  | 24  | 0.500 | 213  | 49    | 58     | 5      | 9    | 2    | 35     | 22   | 18     |
| 2022 | 삼성   | 3.26       | 60   | 0    | 0    | 4  | 3  | 1  | 16  | 0.500 | 201  | 47    | 55     | 3      | 6    | 4    | 31     | 21   | 17     |
| 2023 | 삼성   | 4.81       | 56   | 0    | 0    | 3  | 1  | 0  | 13  | 0.750 | 188  | 43    | 55     | 3      | 5    | 3    | 28     | 25   | 23     |
| 2024 | kt     | 2.49       | 45   | 0    | 0    | 4  | 1  | 1  | 4   | 0.800 | 181  | 43⅓   | 47     | 1      | 2    | 2    | 39     | 14   | 12     |
| 통산 | 19시즌 | 3.90       | 804  | 3    | 2    | 82 | 87 | 91 | 110 | 0.497 | 6103 | 1426⅔ | 1568   | 111    | 308  | 129  | 905    | 709  | 619    |

- 굵은 글씨는 해당 시즌 최고 기록